# Shaun Cashman
Shaun Cashman est un réalisateur, animateur et producteur de télévision américain.

## Filmographie

### Réalisateur

#### PourLes Simpson
| Année | Titre                            | Titre original            | Saison | Épisode | Réalisateur       |
| ----- | -------------------------------- | ------------------------- | ------ | ------- | ----------------- |
| 2000  | La Bataille des deux Springfield | A Tale of Two Springfield | 12     | 2       | John Swartzwelder |

#### Autre
- 1998-2002 : Les Rois du Texas (9 épisodes)
- 2004 : Vil Con Carne (1 épisode)
- 2004-2007 : Billy et Mandy, aventuriers de l'au-delà (27 épisodes)
- 2007 : Random! Cartoons (1 épisode)
- 2007 : Billy and Mandy's Big Boogey Adventure
- 2007-2008 : Chowder (8 épisodes)
- 2008 : Underfist: Halloween Bash
- 2010 : Fanboy et Chum Chum (1 épisode)
- 2012-2014 : Randy Cunningham: 9th Grade Ninja (12 épisodes)

### Animateur
- 1990-1998 : Les Simpson (30 épisodes)
- 2002-2003 : Les Rois du Texas (2 épisodes)
- 2003 : I Want a Dog for Christmas, Charlie Brown
- 2004 : Les Aventures de Petit Gourou
- 2007 : Random! Cartoons (2 épisodes)
- 2007-2008 : Chowder (3 épisodes)
- 2010 : Sym-Bionic Titan (4 épisodes)
- 2011 : Les Pingouins de Madagascar (10 épisodes)

### Producteur
- 1987 : Psychos in Love
- 1987 : Galactic Gigolo
- 2006-2007 : Billy et Mandy, aventuriers de l'au-delà
- 2008 : Underfist: Halloween Bash
- 2009-2010 : Fanboy et Chum Chum (26 épisodes)

### Storyboardeur
- 1987 : Galactic Gigolo
- 1998-2002 : Les Rois du Texas (7 épisodes)
- 2005 : Billy et Mandy, aventuriers de l'au-delà (2 épisodes)
- 2007 : Billy and Mandy's Big Boogey Adventure